# Waterton Lakes nationalpark
Waterton Lakes nationalpark är en nationalpark i sydvästra hörnet av Alberta, Kanada och gränsar till Glacier nationalpark i Montana, USA. Waterton var Kanadas fjärde nationalpark. Den instiftades 1895 och har fått sitt namn efter Waterton Lake. Parken täcker en yta av 505 km².
Nationalparken sköts av Parks Canada och är öppen året runt, men huvudsäsongen är under juli och augusti. Den enda kommersiella faciliteten inom parken ligger i orten Waterton Park. Parkens höjd varierar från 1 290 m vid orten till 2 910 m uppe på toppen av Mount Blakiston. Waterton Lakes nationalpark har många sceniska vandringsleder, däribland Crypt Lake trail. Under 2004, hade Waterton Lakes nationalpark 367 500 besökare.

## Historia
1932, bildades Waterton Glacier internationella fredspark utifrån Waterton och Glacier. Den var tillägnad världsfreden av Sir Charles Arthur Mander på uppdrag av Rotary International. Trots att parken har en stor mångfald genom sin storlek, är det viktigaste huvudområdet Waterton lakes — den djupaste av sjöarna i Kanadensiska klippiga bergen — som överblickas av den nationalhistoriska platsen Prince of Wales Hotel.

### Biosfärområde
1979 fick Waterton och den angränsande Glacier nationalpark i USA status som biosfärområde, då de bevarar bergens, präriens, sjöarna och sötvattensvåtmarkernas ekosystem. Habitat representerade i parken omfattar präriegräsmarker, aspskogslundar, alpin tundra/högt belägna ängsmarker, lägre subalpina skogar, lövskog och barrskog.

### Världsarv
Parken utgör en del av Waterton Glacier internationella fredspark, som blev världsarv 1995 för sitt utmärkande klimat, fysiografiska läge, berg-präriegräns, och den tredelade hydrografiska klyftan. Det är ett område av betydande sceniska värden med en rikling och mångsidig flora och fauna.

## Fotogalleri

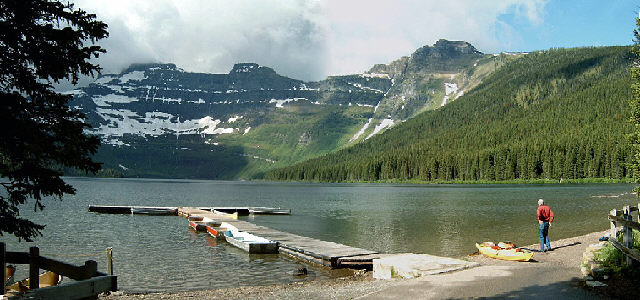
Cameron Lake
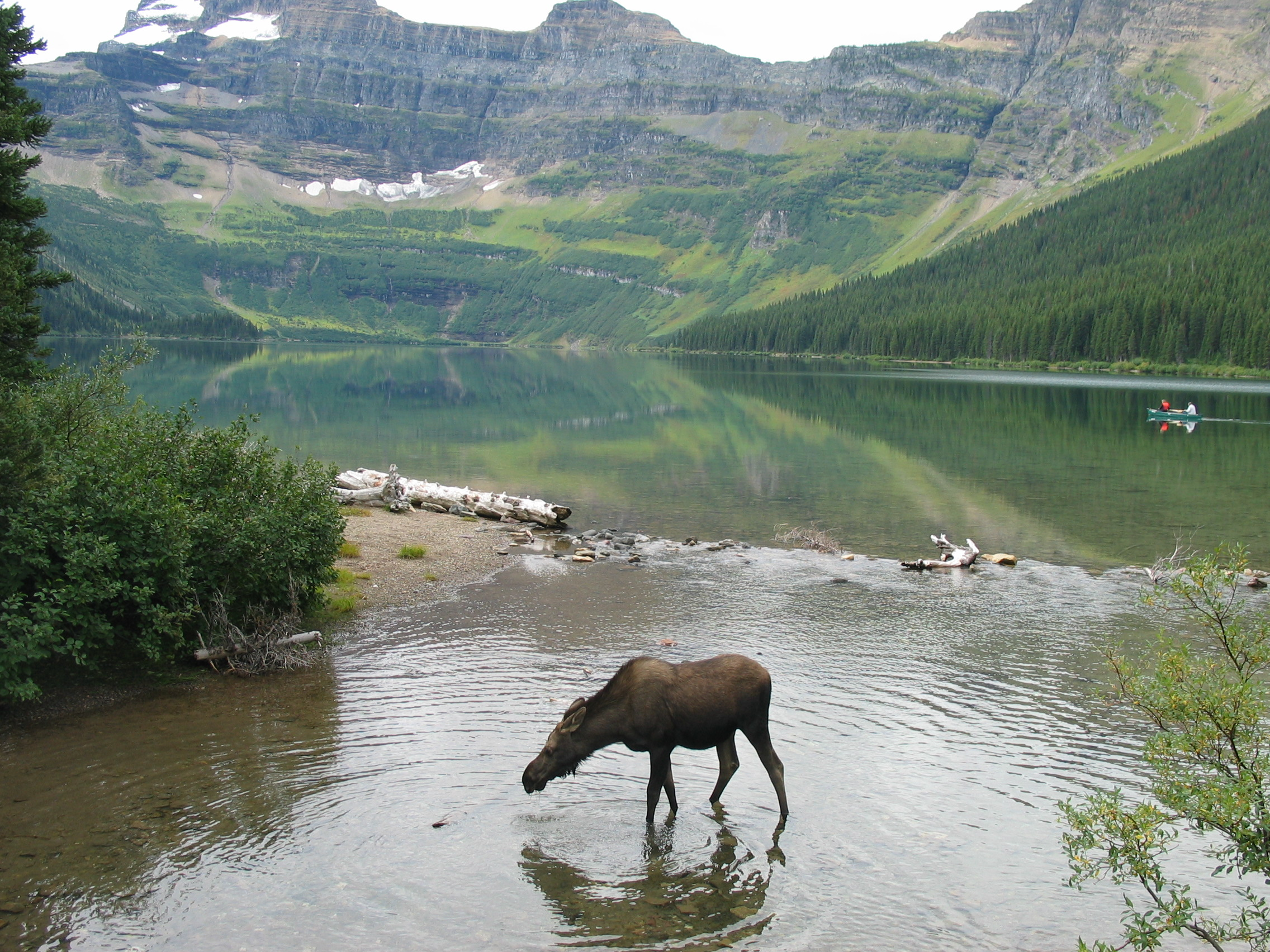
Älg vid Cameron Lake
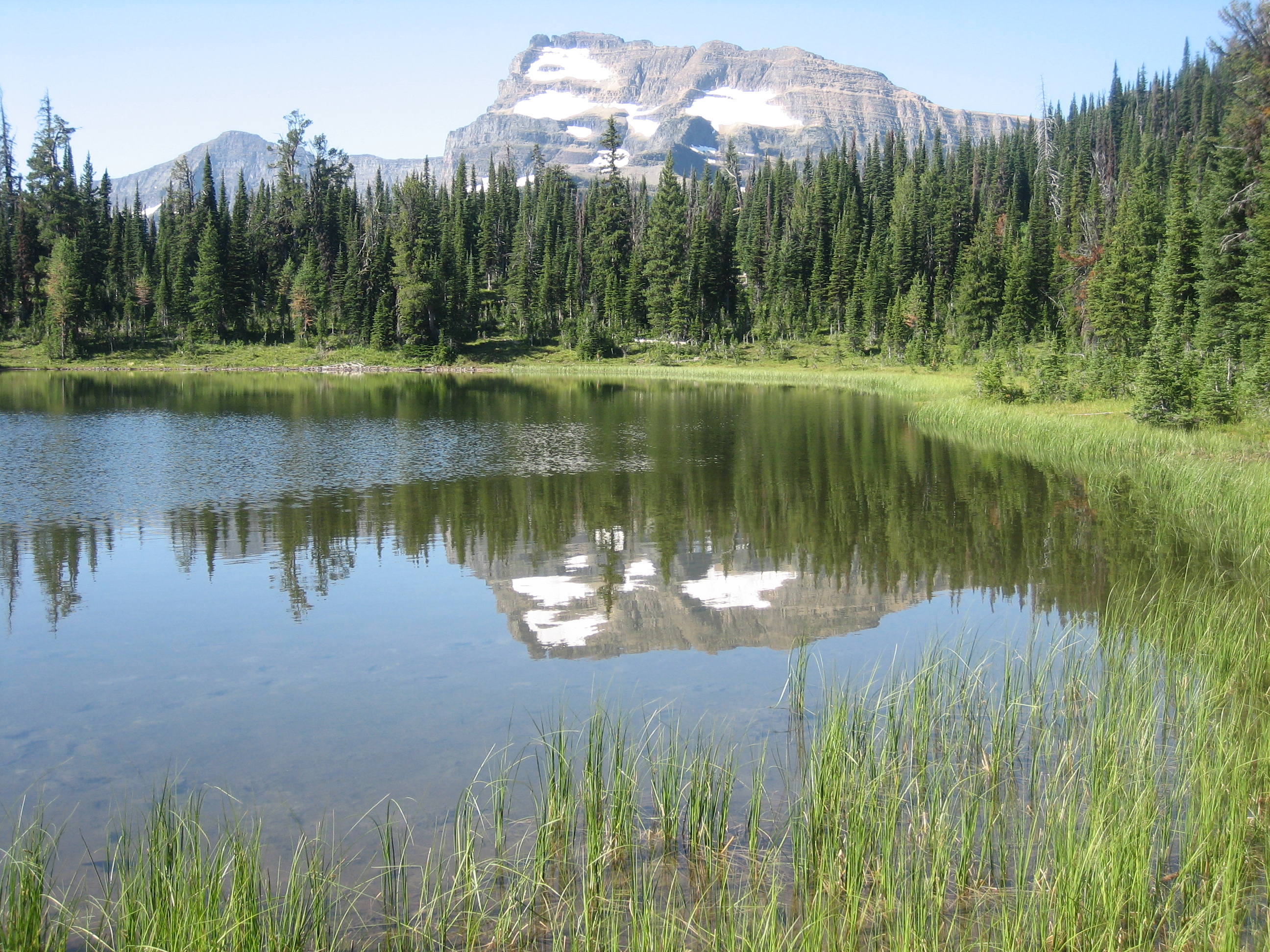
Summit Lake
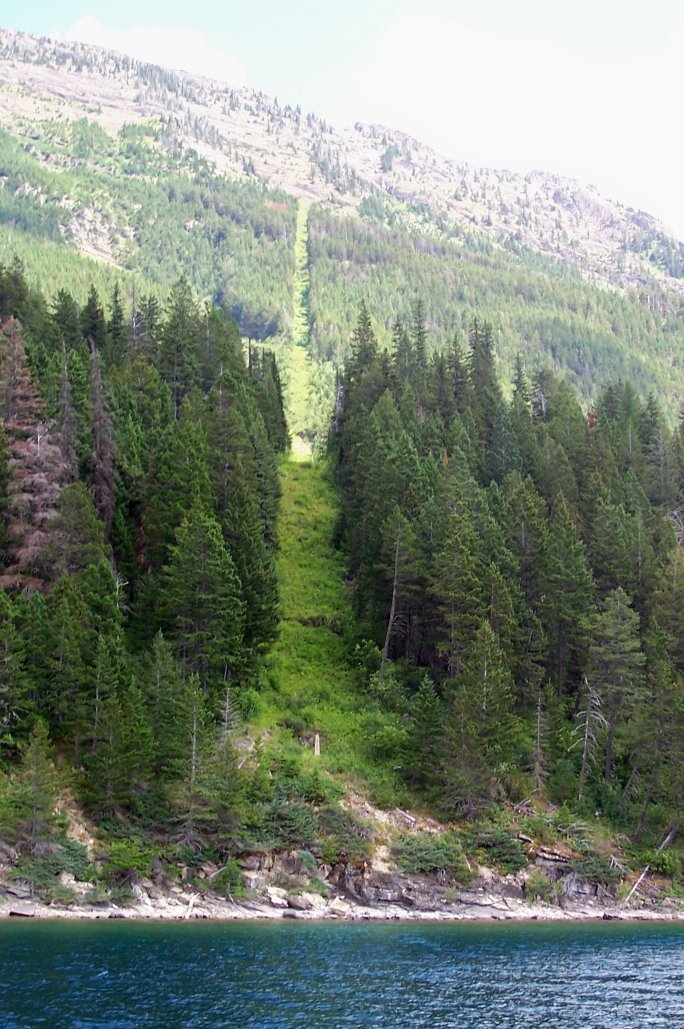
49th parallel at Waterton Lake
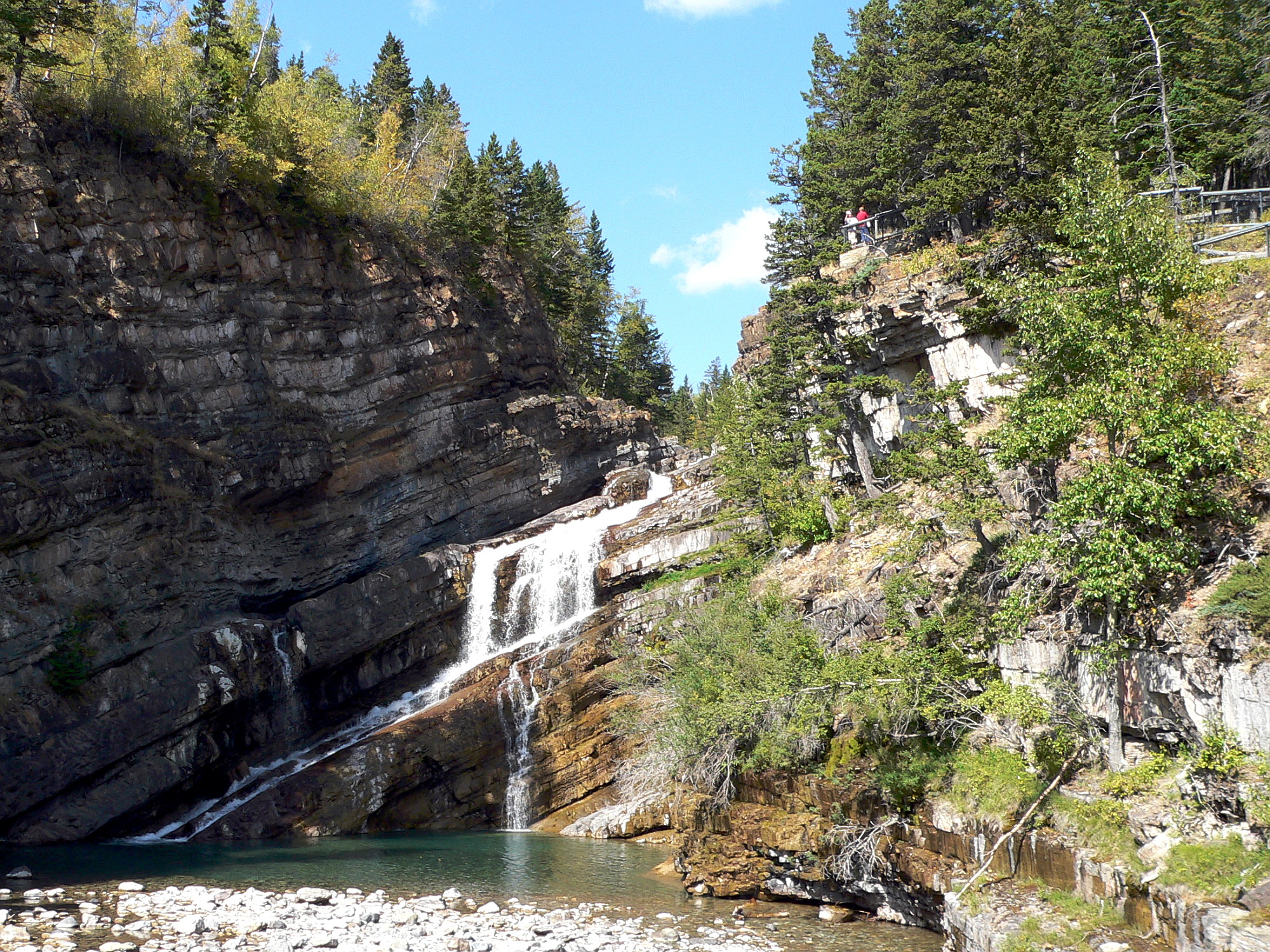
Cameronfallen
- Red Rock Canyon
- Södra stranden i orten Waterton
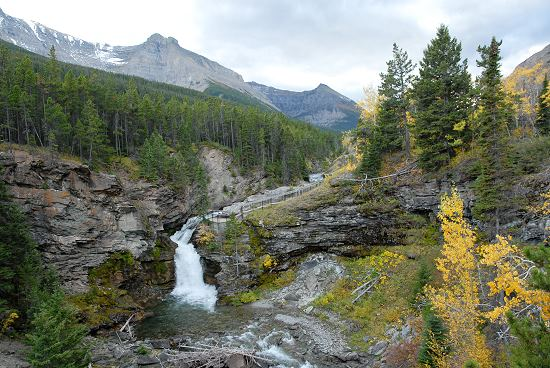
Blakistonfallen (övre)